# Arthisma
Arthisma là một chi bướm đêm thuộc họ Noctuidae.

## Các loài
- Arthisma scissuralis Moore, 1883